# Astragalus namanganicus
Astragalus namanganicus är en ärtväxtart som beskrevs av Mikhail Grigoríevič Popov. Astragalus namanganicus ingår i släktet vedlar, och familjen ärtväxter. Inga underarter finns listade i Catalogue of Life.